# Bowie, Maryland
Bowie är en stad i Prince George's County i delstaten Maryland, USA som hade 50 269 invånare år 2000.